# Číselné těleso
Číselné těleso (případně algebraické číselné těleso) je pojem z matematiky, zejména z algebry a teorie čísel. Rozumí se jím libovolné nadtěleso konečného stupně (a tedy algebraické) k tělesu racionálních čísel. Jedná se o jeden ze základních pojmů algebraické teorie čísel.

## Vlastnosti
Protože se jedná o konečné rozšíření, jedná se o rozšíření algebraické. Proto jsou prvky číselných těles pouze algebraická čísla. Každé algebraické rozšíření ovšem není konečné a proto ani každé algebraické rozšíření racionálních čísel není číselným tělesem: příkladem je těleso všech algebraických čísel.
Protože se jedná o konečné rozšíření, je možné na číselné těleso pohlížet jako na vektorový prostor konečné dimenze nad racionálními čísly.

## Příklady
- triviálním příkladem je samo těleso racionálních čísel
- Gaussova racionální čísla: Tedy čísla tvaru {\displaystyle a+bi}, kde {\displaystyle a} a {\displaystyle b} jsou racionální.
- kvadratická tělesa {\displaystyle \mathbb {Q} ({\sqrt {d}})}